# Fritz Göhring
Fritz Göhring (* 12. Oktober 1909 als Johann August Friedrich Göhring in Linde, Kreis Angermünde; † 27. Oktober 1948 in Heidenheim) war ein deutscher Maler.

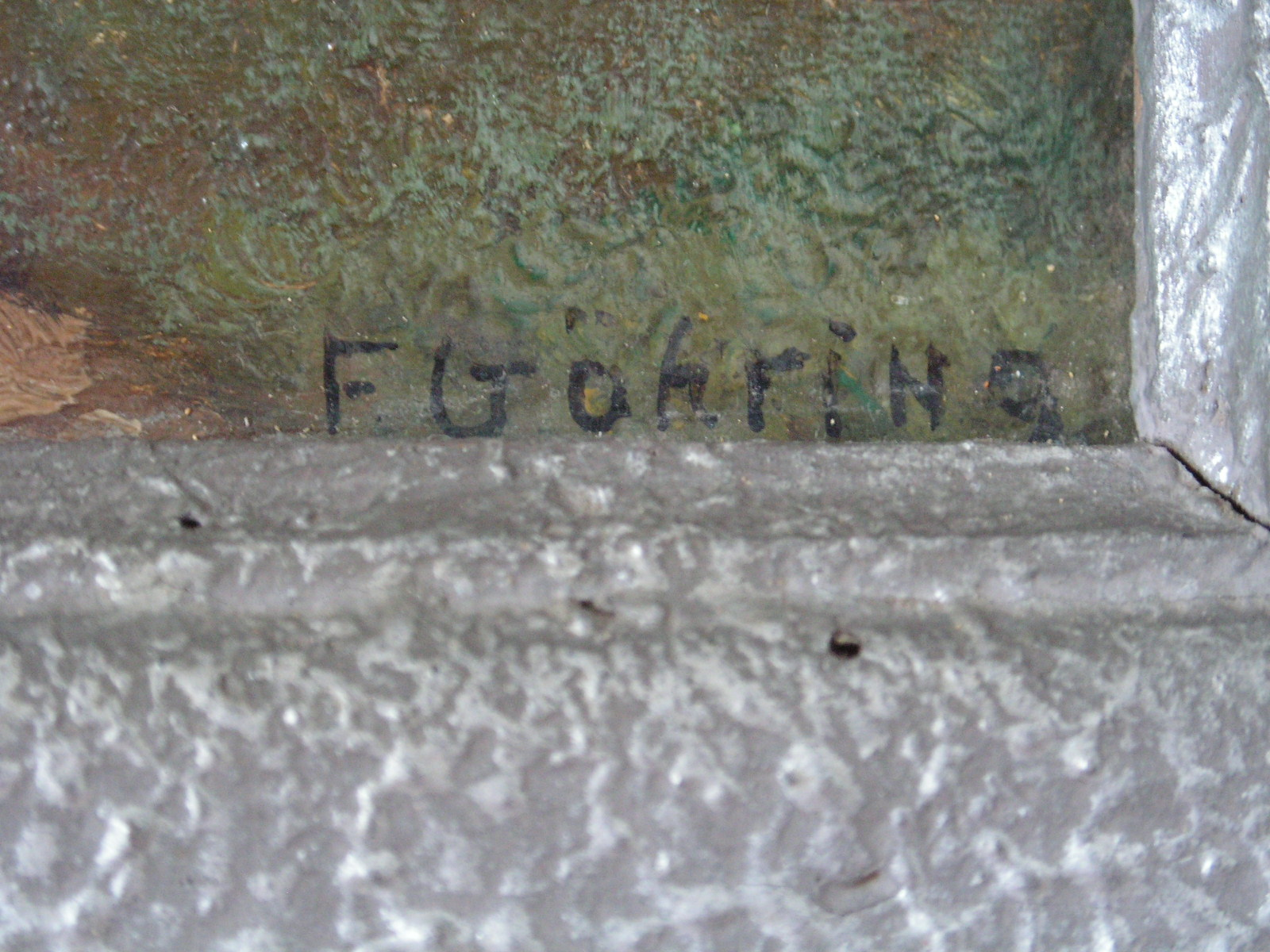
Fritz Göhrings Künstlersignatur

Als Kind übersiedelte Göhring mit seinen Eltern in die Mark Brandenburg und verbrachte dort seine Jugendjahre. Von 1927 bis 1929 lernte er an der Kunstgewerbeschule Berlin-Charlottenburg und studierte von 1929 bis 1937 Malerei an den Vereinigten Staatsschulen Berlin bei Franz Lenk. Das Studium schloss er als Meisterschüler ab. Seine Ausbildung verdiente er unter anderem durch Restaurierungsarbeiten in Kirchen.
Bei den olympischen Sommerspielen 1932 trat er für Deutschland in der Disziplin „Malerei“ mit dem Werk Kugelstoßen (Shot Put) im olympischen Kunstwettbewerb an, ohne eine Medaille zu erringen. Der Ausstellungskatalog weist ihn zu der Zeit als wohnhaft in Berlin (Waldemarstr. 37, Berlin 336) nach. Im gleichen Jahr reichte er bei der Preußischen Akademie der Künste eine Bewerbungsmappe um den Großen Staatspreis ein. Zusammen mit Hans Lochmann gestaltete Göhring 1937 die Stuckdekoration des Chorbogens der Kirche St. Laurentius in Riedheim und trug als Einzelwerk das Deckengemälde „Mariä Verkündigung“ bei. Er war seit 1936 Mitglied im Deutschen Verein für Kunstwissenschaft, seit 1942 Mitglied im Kunstverein Weimar und nach 1945 Mitglied im Künstlerbund Ostberlin.
Göhring wurde 1939 zum Kriegsdienst eingezogen. Er beteiligte sich an der Ausstellung „Werke im Felde stehender Berliner Künstler“, die von der Reichsfrauenführung veranstaltet wurde. Als Angehöriger des Führungs-Nachrichten-Regiments 40 gab Göhring 1942 eine 58 Blätter umfassende Sammlung künstlerischer Darstellungen des Kriegsgeschehens mit heraus. Das Kriegsende erlebte er in Heidenheim, wo er bis zu seinem Tod lebte und sich an Ausstellungen in der Region beteiligte. Göhring war Mitglied im Verband Bildender Künstler Württemberg.
Sein künstlerisches Hauptwerk umfasst Landschaftsdarstellungen. Das vordergründig unpolitische Genre ermöglichte ihm die Teilhabe am Kunstbetrieb der NS-Zeit. So waren seine Werke u. a. in Ausstellungen am Leopold-Hösch-Museum Düren (1938), in der Villa Obernier zu Bonn (1939), im Suermondt-Museum in Aachen (1939) und 1940 im Berliner Haus der Kunst zu sehen.